# 마하발리 셰라

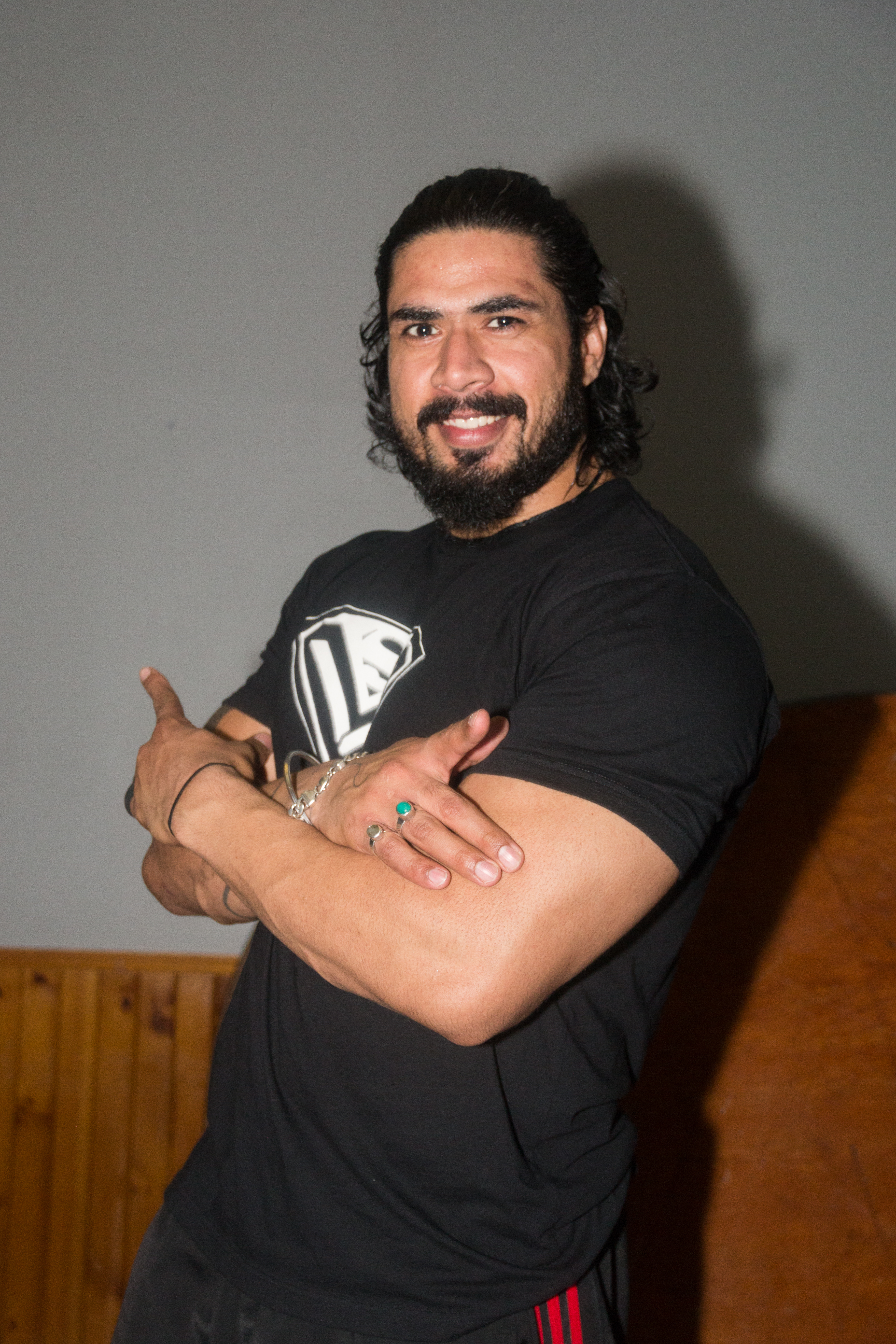

코야(Khoya, 1990년 10월 17일 ~ )는 인도의 남자 프로레슬링 선수이다. 본명은 아만프리트 싱(Amanpreet Singh)이다. 또한, 키는 187cm, 몸무게는 120kg이다. 2015년 1월 23일 TNA에서 등장을 한다. 피니쉬는 스카이 하이(싯아웃 스파인버스터), 비라 밤(쓰러스트 스파인버스터)로 사용을 한다. TNA 시절 링네임은 마하발리 셰라(Mahabali Shera)다.
2018년 2월 14일 WWE로 이적했다.

## 캐릭터
《BT21》의 캐릭터 코야는
방탄소년단의 일원인 RM이 직접 디자인한 캐릭터이다.